# Chambourcy
Chambourcy is een gemeente in het Franse departement Yvelines (regio Île-de-France) en telt 5077 inwoners (1999). De plaats maakt deel uit van het arrondissement Saint-Germain-en-Laye.

## Geografie
De oppervlakte van Chambourcy bedraagt 7,9 km², de bevolkingsdichtheid in 2006 is 642,7 inwoners per km².
De onderstaande kaart toont de ligging van Chambourcy met de belangrijkste infrastructuur en aangrenzende gemeenten.

## Demografie
Onderstaande figuur toont het verloop van het inwonertal (bron: INSEE-tellingen).

## Sport
In Chambourcy is de golfclub Golf de Joyenval gevestigd, waar in 2010 de eerste editie van de Vivendi Cup werd gespeeld.

## Bezienswaardigheden
Het in de 18e eeuw door François de Monville gebouwde Désert de Retz toont exotische bouwwerken in een 38ha groot park.